# Accident isquèmic transitori
Un atac isquèmic transitori o accident isquèmic transitori (AIT) és un episodi transitori de la disfunció neurològica causada per isquèmia (pèrdua de flux sanguini) - ja sigui en l'encèfal (focalment), la medul·la espinal o la retina - sense infart agut (mort del teixit). Els AIT tenen la mateixa causa subjacent que els accidents cerebrovasculars (AVC): una interrupció del flux sanguini cerebral, i es coneixen sovint com mini-accidents cerebrovasculars. Els símptomes causats per l'AIT es resolen en 24 hores o menys. L'AIT es va definir originalment i clínicament per la naturalesa temporal de menys de 24 hores dels símptomes neurològics associats. Recentment, l'American Heart Association i l'American Stroke Association (AHA/ASA) defineixen l'AIT com un episodi transitori de la disfunció neurològica focal cerebral, de la medul·la espinal o d'isquèmia retinal, sense infart agut. Els AIT causen els mateixos símptomes associats que l'accident cerebrovascular, com ara la paràlisi contralateral (costat oposat del cos de l'hemisferi cerebral afectat) o debilitat sobtada o entumiment. Un accident isquèmic transitori pot causar enfosquiment o pèrdua sobtada de la visió (amaurosi fugaç), afàsia, trastorns de la parla (disàrtria) i confusió mental. Però a diferència d'un AVC, els símptomes d'un AIT es poden resoldre en pocs minuts o en 24 hores. Però un atac isquèmic transitori que duri només uns minuts pot ser causat per una lesió cerebral. Tenir un AIT és un factor de risc per finalment tenir un accident cerebrovascular o un accident cerebrovascular silent.
Un accident vascular cerebral silent es diferencia d'un AIT en què immediatament no hi ha símptomes observables. Però pot causar una disfunció neurològica de llarga durada que afecti àrees com ara l'estat d'ànim, la personalitat i la cognició. Un AVC silent sovint es produeix abans o després d'un AIT o un AVC.
Un infart cerebral que dura més de 24 hores, però menys de 72 hores es denomina dèficit neurològic isquèmic reversible.